# Bartolomeo Massei
Bartolomeo Massei (ur. 2 stycznia 1663 w Montepulciano, zm. 20 listopada 1745 w Ankonie) – włoski kardynał.

## Życiorys
Urodził się 2 stycznia 1663 roku w Montepulciano, jako syn Lorenza Massei. Studiował na Uniwersytecie Pizańskim, gdzie uzyskał doktorat utroque iure. 23 grudnia 1702 roku przyjął święcenia diakonatu, a 7 kwietnia 1703 – prezbiteratu. Następnie został kanonikiem bazyliki watykańskiej i referendarzem Trybunału Obojga Sygnatur. 3 lutego 1721 roku został tytularnym arcybiskupem Aten, a dwadzieścia dni później przyjął sakrę. Rok później został nuncjuszem we Francji, a następnie został reprezentantem Stolicy Piotrowej przy rozmowach pokojowych w Cambrai. 2 października 1730 roku został kreowany kardynałem prezbiterem i otrzymał kościół tytularny Sant’Agostino. W tym samym roku został legatem w Romanii, a rok później – arcybiskupem ad personam Ankony. Zmarł tamże 20 listopada 1745 roku.